# Barrio de la Luz
Barrio de la Luz är en ort i Mexiko, tillhörande kommunen Jocotitlán i den nordvästra delen av delstaten Mexiko. Orten hade 549 invånare vid folkräkningen 2010.